# Transkaukasische Fernstraße
Die Transkaukasische Fernstraße überquert den Großen Kaukasus, verbindet Russland mit Georgien. Neben der Georgischen Heerstraße ist sie die wichtigste Nord-Süd-Verbindung über das Gebirge. Sie führt durch das Konfliktgebiet Südossetien, der Grenzübergang nach Russland kann daher von Georgien nicht überwacht werden. Im Kaukasuskrieg 2008 diente er den Russischen Streitkräften und paramilitärischen Einheiten als wichtigster Zugang nach Südossetien.
Die Fernstraße verläuft vom Ardon-Tal in Nordossetien in Richtung Südosten, unterquert den Kaukasus-Hauptkamm durch den Roki-Tunnel bei etwa 2000 m, führt durch den Ort Dschawa entlang des Großen Liachwi nach Zchinwali, der Hauptstadt Südossetiens, und von dort nach Gori, der Bezirkshauptstadt der Region Schida Kartli.
Der russische Teil der Straße ist mit  ausgeschildert und wird auch Transkam (Транскавка́зская магистра́ль) genannt.